# Сократ Мойсов
Сократ Мойсов (на македонска литературна норма: Сократ Мојсов) е северномакедонски футболист, нападател. Смятан е за един от най-добрите македонски футболисти на Югославия в периода преди 1992 година. Играе във „Вардар“ от 1958 до 1971 година (има 155 мача и 55 гола) и в „Рен“ от 1971 до 1973 година, когато се отказва от футбола.

## Биография

### Клубна кариера
Роден е на 1 март 1942 година в леринското село Сетина, Гърция. Емигрира в Югославия. Започва кариерата си във „Вардар“ като младеж, а по-късно играе и с мъжете. ма 362 вама[ неясно? ] и отбелязва 166 гола за отбора. Играе 2 години във Франция за Стад Рен в Лига 1. Оттегля се в 1973 година.

### Национален отбор
Прави дебют за Югославския национален отбор през април 1964 година в приятелски мач срещу България. Има три участия, без да е отбелязал гол. Последното му участие е през септември 1966 година в приятелски мач срещу СССР.